# Браниште
Браниште (болг. Бранище) — село в Болгарии. Находится в Добричской области, входит в общину Добричка. Население составляет 405 человек.

## Политическая ситуация
В местном кметстве Браниште, в состав которого входит Браниште, должность кмета (старосты) исполняет Димитр Николов Димитров (коалиция в составе 4 партий: Демократы за сильную Болгарию (ДСБ), Земледельческий народный союз (ЗНС), Союз демократических сил (СДС), ДСБ,ЗЕМЕДЕЛСКИ НАРОДЕН СЪЮЗ) по результатам выборов.
Кмет (мэр) общины Добричка —   Петко Йорданов Петков (Болгарская социалистическая партия) по результатам выборов.